# لي سو-مين
لي سو مين (بالكورية: 이수민)‏ هي ممثلة كورية جنوبية. ولدت يوم 1 يوليو 2001 في ألسان في كوريا الجنوبية.

## روابط خارجية
- لي سو-مين على موقع IMDb (الإنجليزية)
- لي سو-مين على موقع قاعدة بيانات الفيلم (الإنجليزية)